# Dietrich Luf II. (Kleve)
Dietrich Luf II. von Kleve (* um 1260; † zwischen dem 23. März 1308 und dem 8. Mai 1309) war Graf von Hülchrath und Herr von Tomburg.

## Leben
Dietrich Luf II. von Kleve wurde um 1260 als Sohn Graf Dietrichs V./VII. von Kleve und der Aleidis von Heinsberg geboren. Dietrich Luf war zweimal verheiratet, in zweiter Ehe seit 1286 mit Lisa von Kessel. Er zeugte mindestens 13 Kinder, darunter seinen Nachfolger Dietrich Luf III., Johannes und Siegfried (beide Dompropst in Münster) sowie Agnes, verheiratet mit Wikbold von Lohn und Katharina, verheiratet mit Walram von Kessel. Er hatte auch mehrere uneheliche Kinder.
Dietrich Luf II. war von seinem Vater mit einem eigenen umfangreichen Erbteil ausgestattet worden und betrieb eine sehr unabhängige und nicht selten gegen seinen regierenden Bruder Graf Dietrich VI./VIII. von Kleve gerichtete Politik, die allerdings sehr unglücklich verlief und ihn in hohe Schulden stürzte. Unter anderem diente Dietrich Luf II. als Lehnsmann der Grafen von Geldern und der Erzbischöfe von Köln. Seit 1296 führte er den Titel eines Grafen von Hülchrath und Herrn von Tomburg. 1298 verkaufte er seinem Bruder Graf Dietrich VI./VIII. von Kleve das Land Linn. Seine südlich gelegenen Besitzungen, insbesondere Tomburg, verkaufte Dietrich Luf 1303 an den Kölner Erzbischof Wigbold von Holte.